# キャリー・イチカワ・ジェンキンス
キャリー・イチカワ・ジェンキンス（Carrie Ichikawa Jenkins）は、カナダの哲学者。
カナダ・リサーチ・チェアを保持しており、現在ブリティッシュ・コロンビア大学の哲学教授。 また、アバディーン大学北方哲学研究所の教授でもある。
主な研究分野は認識論、形而上学、論理学の哲学、言語哲学、数学の哲学。雑誌『Thought』の編集主幹の一人でもある。

## 学歴・職歴
ケンブリッジ大学のトリニティ・カレッジで哲学の学士号、修士号、博士号を取得した。
セント・アンドルーズ大学、オーストラリア国立大学、ミシガン大学、ノッティンガム大学で教育・研究職を歴任し、2010年から2011年までノッティンガム大学哲学科長を務めた。
2011年にカナダ政府からカナダ・リサーチ・チェアを授与された。
哲学をテーマにした音楽グループ「The 21st Century Monads」のメンバーでもある。
当時「Philosophical Gourmet Report」の編集者であったシカゴ大学教授のブライアン・ライターとの論争に関わった。ジェンキンスに関する彼のメールでの発言により、何百人もの哲学者がレポートへのデータ提供を拒否するようになり、最終的にライターは編集者を退任することになった。

## 著作（一部）
- Grounding Concepts: An Empirical Basis for Arithmetical Knowledge (OUP, 2008, ISBN 978-0-19-923157-7)[9]
- 'The Philosophy of Flirting': http://media.wiley.com/product_data/excerpt/25/14443302/1444330225.pdf
- 'Concepts, Experience and Modal Knowledge': doi:10.1111/j.1520-8583.2010.00193.x
- 'Romeo, René, and the Reasons Why: What Explanation Is': doi:10.1111/j.1467-9264.2008.00236.x